# Sophie Davant
Sophie Marie-Lise Davant (* 19. Mai 1963 in Bordeaux) ist eine französische Journalistin, Fernsehmoderatorin und Schauspielerin.

## Leben und Werk
Sophie Davants Vater ist Pierre Davant, Professor für Biologie. Ihre Mutter war Forscherin für Zellbiologie († 1983). Sophie Davant wuchs in der Gemeinde Cestas im Département Gironde in der Region Nouvelle-Aquitaine auf. Nach ihrem Baccalauréat schloss sie ihr Studium der Angewandten Fremdsprachen (Englisch und Deutsch) in Bordeaux mit einem Master-Titel ab. 1985 absolvierte sie einen sechsmonatigen Ausbildungskurs am Institut de journalisme Bordeaux Aquitaine. Nach einem achtwöchigen Praktikum (1986) bei dem französischen Fernsehsender Antenne 2 arbeitete Sophie Davant zunächst für die tägliche Nachrichtensendung 19/20. Von 1987 bis 2006 präsentierte sie die Wetterberichte auf Antenne 2 (heute France 2). Im Jahr 1989 war sie Mitmoderatorin von Aventures Voyages und moderierte als Gastgeberin Télématin. Von 1990 bis 1992 moderierte sie zusammen mit Patrice Laffont die Spielshow Fort Boyard. Von Januar bis Juni 1992 moderierte sie auf Antenne 2 La Piste de Xapatan aus Mexiko. Zudem spielte sie sich selbst in Fort Boyaux, einer Parodie auf die Sendung Fort Boyard.
1992 wurde sie zur Direktorin des Wetterdienstes auf France 2 ernannt und moderierte zusätzlich Formate wie Sportissimo mit Gérard Holtz (September bis November 1992), Campus mit Jean-Luc Reichmann (Juli/August 1995) und Primadonna mit Patrick Sébastien (2001). 1997 moderierte sie zusammen mit anderen Moderatoren zum ersten Mal die Spendengala Téléthon, die seither an jedem ersten Dezemberwochenende stattfindet. Seit September 1998 moderiert sie das Vormittagsprogramm C’est du programme auf France 2 (ursprünglich unter dem Titel Tout un programme). Am 2. Juni 2001 moderierte sie zusammen mit Patrick Sébastien 25 ans de chance auf France 2 zum 25-jährigen Jubiläum der französischen Lotterie Loto.
Sie moderierte zusammen mit Pierre Sled auf France 3 das Finale des Junior Eurovision Song Contest 2004. Im September 2006 übernahm Laurent Romejko ihre Aufgabe beim Wetterdienst auf France 2. Von 2010 bis 2016 präsentierte sie die Sendungen C'est au programme und Téléthon Toute une histoire auf France 2. Seit August 2017 moderiert Davant die Fernsehreihe Affaire conclue auf France 2, einer französischen Adaption von Bares für Rares. Am 2. Dezember 2017 war sie Gastgeberin beim Konzert Stars 80 triumph! in Nanterre, das live aus der Paris La Défense Arena auf France 2 übertragen wurde. Seit Beginn des Schuljahres 2018 moderiert sie samstäglich die Sendung Ravie de vous rencontrer auf Radio M. Am 16. November 2019 führte sie durch die Unterhaltungsshow La Lettre auf France 2.

## Privates
Sophie Davant war von 1991 bis Anfang 2012 mit dem Journalisten und Moderator Pierre Sled verheiratet. Ihrer Verbindung entstammen zwei Kinder, geboren 1993 und 1995. Danach hatte sie von März 2012 bis September 2013 eine Beziehung mit dem französischen Schriftsteller und Wissenschaftler Érik Orsenna.

## Veröffentlichungen (Auswahl)
Sophie Davant ist Autorin oder Mitautorin folgender Bücher:
- Le Dico du bonheur en 100 mots. Éditions Mango, 2007, ISBN 978-2-84270-670-8.
- Le Bonheur au féminin. Éditions Mango, 2008, ISBN 978-2-84270-811-5.
- Les Petits Plats dans l’écran: les meilleures recettes de l’émission. Éditions Mango, 2008, ISBN 978-2-84270-808-5.
- Au-delà: grandir après la perte.  Michel Lafon, 2009, ISBN 978-2-7499-0986-8.
- Ce que j'ai appris de moi. Albin Michel, 2015, ISBN 978-2-226-31269-3.
- Il est temps de choisir sa vie! Mit Christophe Fauré, Albin Michel, 2017, ISBN 978-2-226-39380-7.

## Gespielte Rollen
Sophie Davant spielte in folgenden Theaterstücken und Fernsehfilmen:
- Georges Feydeau: Un fil à la patte. In der Rolle der Nini Galant. Regie Francis Perrin, 2005.
- Raoul Moretti, Yves Mirande und Albert Willemetz: Trois jeunes filles nues (Operette). In der Rolle der Königin der Garnelen. Regie Francis Perrin, 2006.
- Trois contes merveilleux – Conte Cendrillon (Aschenputtel-Märchen). In der Rolle der Fee. Regie Hélène Guétary, 2008.
- Georges Feydeau: L’Hôtel du libre échange. In der Rolle einer Frau, die mit einem Mann durch das Hotel geht. Regie Raymond Acquaviva, 2015.

## Ehrungen
- Ernennung zum Ritter des Ordre national du Mérite, 2004.[8]
- Der deutsche Rosenzüchter W. Kordes’ Söhne gab seiner 2007 gezüchteten Sorte Beverly 15 den Handelsnamen „Sophie Davant“.[9]